# Eric Anderson
Eric Walfred Anderson (Chicago, Illinois; 26 de marzo de 1970 - Carmel (Indiana); 9 de diciembre de 2018) fue un baloncestista estadounidense que disputó dos temporadas en la NBA, además de hacerlo en la CBA, en la liga italiana, en la liga ACB y la liga turca. Con 2,04 metros de estatura, lo hacía en la posición de alero.

## Trayectoria deportiva

### Universidad
Tras haber participado en 1988 en el prestigioso McDonald's All American Game, jugó durante cuatro temporadas con los Hoosiers de la Universidad de Indiana, en las que promedió 13,1 puntos y 6,3 rebotes por partido. En su primera temporada fue elegido como Novato del Año de la Big Ten Conference, mientras que en 1991 fue incluido en el mejor quinteto de la misma, y al año siguiente fue el artífice de llegar a la Final Four del Torneo de la NCAA en el que cayeron en semifinales ante Duke.

### Profesional
A pesar de no ser elegido en el Draft de la NBA de 1992, fichó como agente libre por los New York Knicks, en las que apenas contó para su entrenador, Pat Riley, disputando tan solo 27 partidos, y poco más de 3 minutos en cada uno de ellos.
Tras ser despedido, jugó una temporada en el Festina Andorra de la liga ACB, en la que promedia 13 puntos y 5,5 rebotes por partido. Al año siguiente regresa a su país para jugar con los Fort Wayne Fury de la CBA, regresando a Europa en 1996 para jugar en el Pallacanestro Varese italiano, donde disputa únicamente 8 encuentros sustituyendo a Richard Petruška, en los que promedia 12,6 puntos y 7,0 rebotes.
Tras un breve paso por el Galatasaray, regresa al baloncesto transalpino para jugar en el Fabriano Basket de la Serie A2, donde en una temporada promedia 16,5 puntos y 7,8 rebotes por partido. Acabó su carrera jugando nuevamente en los Fort Wayne Fury.

## Estadísticas de su carrera en la NBA

### Temporada regular
| Temporada | Edad | Equipo          | Liga | P  | TIT | MIN | TC  | TCA | %TC  | 3P  | 3PA | %3P   | TL  | TLA | %TL  | R.OF. | R.DEF. | REB | ASIS | ROB | TAP | PER | FP  | PTS |
| 1992-93   | 22   | New York Knicks | NBA  | 16 | 0   | 2.8 | 0.3 | 1.1 | .278 | 0.0 | 0.0 |       | 0.7 | 0.8 | .846 | 0.4   | 0.5    | 0.9 | 0.2  | 0.2 | 0.1 | 0.3 | 0.9 | 1.3 |
| 1993-94   | 23   | New York Knicks | NBA  | 11 | 0   | 3.5 | 0.6 | 1.5 | .412 | 0.2 | 0.2 | 1.000 | 0.5 | 1.3 | .357 | 0.5   | 1.0    | 1.5 | 0.2  | 0.0 | 0.1 | 0.2 | 0.8 | 1.9 |
| Total     |      |                 | NBA  | 27 | 0   | 3.1 | 0.4 | 1.3 | .343 | 0.1 | 0.1 | 1.000 | 0.6 | 1.0 | .593 | 0.4   | 0.7    | 1.1 | 0.2  | 0.1 | 0.1 | 0.3 | 0.9 | 1.6 |

### Playoffs
| Temporada | Edad | Equipo          | Liga | P | MIN | TCA | TC | 3PA | 3P | TLA | TL | R.OF. | REB | ASIS | ROB | TAP | PER | FP | PTS | %TC  | %3P | %FT | MIN | PTS | REB | AST |
| 1992-93   | 22   | New York Knicks | NBA  | 2 | 6   | 1   | 2  | 0   | 0  | 0   | 0  | 0     | 1   | 0    | 0   | 0   | 1   | 2  | 2   | .500 |     |     | 3.0 | 1.0 | 0.5 | 0.0 |
| Total     |      |                 | NBA  | 2 | 6   | 1   | 2  | 0   | 0  | 0   | 0  | 0     | 1   | 0    | 0   | 0   | 1   | 2  | 2   | .500 |     |     | 3.0 | 1.0 | 0.5 | 0.0 |

## Fallecimiento
Anderson falleció el 9 de diciembre de 2018 en Carmel (Indiana). Tras la autopsia preliminar, todo parece indicar que falleció por causas naturales.